# 張雲翼 (光緒進士)
張雲翼（？—？），廣東省順德縣人，清朝政治人物、進士出身。
光緒二十九年，辛丑壬寅併科會試105名。光緒三十年，殿試登進士三甲第11名，后分發為知縣。1922年，在中华民国恢复国会时，担任参议院议员。